# Ignác Spiro
Ignác Spiro (21. července 1817 Kalenice – 24. října 1894 Český Krumlov) byl českokrumlovský občan, průmyslník židovského původu a zakladatel Větřínských papíren u Českého Krumlova.

## Život
Přestože se narodil do velmi chudé židovské rodiny, dokázal se ještě jako náctiletý z bídy vypracovat a spolu se svým bratrem Jákobem založili sběrnu papíru. Po dokončení studií bratři zakoupili papírnu v Červené Řečici a konečně i papírnu v Českém Krumlově. Poté, co si majetek mezi sebe rozdělili a co krumlovská papírna připadla Ignácovi, zakoupil Ignác i tzv. Pečkovský mlýn, který kompletně přebudoval a rozšířil, aby založil papírnu ve Větřní. Již během jeho života se Větřínské papírny staly nejvýznamnějšími v tehdejším Rakousku-Uhersku a po jeho smrti za vedení jeho syna i nejvýznamnějšími ve střední Evropě.
Ignác Spiro se tak zasloužil o rozvoj města, průmyslu a především zaměstnanosti ve městě a celém regionu. Podílel se i na založení židovské obce v Českém Krumlově.
Jeho manželkou byla Sofie (1833–1916), rozená Fischlová, která pocházela z Myslkovic. Z manželství vzešlo nejméně jedenáct dětí, včetně synů Ludwiga (1854–1926), Emanuela (1855–1927), Rudolfa (1863–1925), Julia (1865–1937) a Richarda (1869–1938). Během holokaustu zahynuly dvě Ignácovy dcery, Regina (1866–1942) a Ada (1874–1942).
Je pohřben v rodinné hrobce na židovském hřbitově v Českém Krumlově.